# جان شاراپنل
جان شاراپنل (به انگلیسی: John Shrapnel) (زاده ۲۷ آوریل ۱۹۴۲ – درگذشته ۱۴ فوریه ۲۰۲۰) بازیگر انگلیسی بود.
از فیلم‌های معروف او می‌توان به بازی در فیلم‌های فرانکی و آلیس، الیزابت: دوران طلایی، ادوارد و خانم سیمپسون و آینه‌ها اشاره کرد.